# Власотиначке хаџије

## Хаџија
Хаџија је реч арапског порекла, а у нашем језику означава особу –православног хришћанина који је путовао у Јерусалим о великом посту и Васкрсу да се поклони Христовом гробу. Поред свог основног значења ова реч значила је и исказивање посебног поштовања одређеној особи за подухват одласка у Свету земљу, у Палестину, у Израел, ради поклоњења гробу Господњем који се налази у Светом граду Јерусалиму. Земља и град су свети, јер их је осветио сам Син Божији, Богочовек Исус Христос. Оно што је везано за домострој спасења душа, а што припреми Отац Небески и даде да се изврши Сином Његовим, десило се у тој земљи. У Назарету је Пресвета Богородица примила благу вест да ће зачети и родити Сина коме ће дати име Емануил – што значи Бог са нама. У Витлејему (што значи дом хлеба; па где је и могао да се роди онај који је рекао да је Његово тело хлеб живота?), у скромној пећини рођен је наш Спаситељ. На реци Јордан је крштен руком Светог Јована Крститеља. У Кани Галилејској, на свадби је учинио своје прво забележено чудо. У земљи Јудејској и Галилејској је исцељивао људе и проповедао и тешио... Ту је и осуђен и презрен, ишибан, исмејан... На Голготи је распет и пострадао. А ту је и васкрсао из мртвих и смрћу смрт уништио. И са те земље се вазнео на небо. Ту је послао и Духа Светога на Своје ученике... И ту, на гробу Његовоме се на Велику Суботу појављује Благодатни Огањ... На хаџилуку човек обилази места којима је Господ ходио, а на крају тог пута стиже до гроба Његовог и ако је воља Божија, удостоји се да на Велику Суботу види силазак Благодатног Огња са неба. Човек овде долази као поклоник, а враћа се као хаџија. Смисао хаџилука треба да буде у символичком путу, ходу по Јеванђељу.

## Света земља
Путовање у Свету земљу је некада трајало недељама и месецима и било је изузетно напорно и са пуно искушења. Са подручја где су живели Срби било је неколико праваца ка Светој земљи. Из крајева јужно од Саве и Дунава углавном се усмеравало према југу, до Солуна, а одатле морем ка Египту или Јафи, на источној обали Средоземног мора. Најчешћи правац којим се стизало до Солуна био је копнени пут кроз Моравско-Вардарску долину. Највећи број поклоника преваљивао је копнени пут на коњу. После пређеног дана заустављало се на успутном конаку да би се преноћило и ујутру пошло даље. Размацима између једног и другог конака мерио се број пређених дана. Ко оде и врати се постаје хаџија-„аџија“. Испред свог имена додаје префикс –Хаџи (нпр. Хаџи Јован), а његови потомци стичу право да га додају испред свог презимена (нпр. Хаџи Јовановић). Хаџијама би по повратку био приређиван свечани дочек. Од места где би сјахали са коња до улаза у цркву пред њих би постављали простирке (платно, черга) да „аџија оди по њи“.

## Хаџије као друштвена категорија
Са поклоњења хаџије би поред грумења свете земље, по којег камена, тамјана, доносиле разне предмете, крстове, кандила, свећњаке, иконе, богослужбене књиге, које би се касније чувале као породична светиња, или би их даривали цркви. Хаџије су као друштвена категорија припадали чорбаџијској класи, богатијим људима (трговци, занатлије), јер су поред велике храбрости и издржљивости била потребна и велика материјална средства за једно такво путовање. Хаџија је била цењена личност. У друштву је уживала велико поштовање. Он је биран за кмета или црквеног тутора. Он је обично у Синоду, црквено-школској установи. Такође, он је представљао место код турских управних власти. Њему су познаници одлазили по савете. Хаџије су у цркви имале посебна места где су стајале, обучена у скромна одела тамних боја, уз обавезне бројанице у рукама. И домови хаџија су одисали побожношћу. У њима су се поштовали сви празници, читао акатист пред славском иконом, кандило и палиле свеће. А обавезно су држани сви постови и редовно се одлазило на богослужење и Свето причешће.

## Патриотизам Власотинчана
Запажено је да је по броју хаџија Власотинце предњачило, и у односу на свој број становника имало много више поклоника-хаџија и од Ниша, Пирота, Лесковца и Врања. Хаџилук као појава био је тесно везан са патриотизмом Власотинчана. У разним документима у Власотинцу се помињу следеће хаџије: Хаџи Стаменко Валчић, обешен у Нишу 1860. године, Поп Станоје Хаџи-Јанковић, обешен у Нишу 1860. године, Хаџи Антанас Тодоровић, 1860. године, Хаџи Ђока Николић, Хаџи Тома, Хаџи Стојан, 1837. године, Хаџи Коста Стојановић Хаџи Пеша, Хаџи Јован,1862. (сахрањен иза олтарске апсиде власотиначке цркве), Хаџи Тодор Стојановић, Хаџи Стаменко Илић, Хаџи Марко Јовановић ( један од потписника жалбе виђенијих људи лесковачког, власотиначког и нишког краја кнезу Михаилу 1861. године, Хаџи Ђока Каруовић, 1878. године, Хаџи Анђелко, отеран на робију 1860. године, Хаџи Коца, отеран на робију 1860. године, Хаџи Коста Милошевић, 1878. године, Хаџи Станика Боњинска, 1893. године (дародавац једне од фресака у власотиначкој цркви), Протојереј Хаџи Василије Иванов (руски емигрант, служио при власотиначкој цркви 1922-1924. године, Хаџи Тома Манић ( царински службеник, између два светска рата два пута посетио Свету земљу и манастир Хиландар и Ватопед на Светој Гори).

## Подвизи вредни помена
Иако је сада пут у свету земљу неупоредиво лакши него некада, вредни су помена подвизи оца Хаџи Милорада Максимовића, који се 2000. године поклонио Христовом гробу, и три Власотинчанке- Хаџи Славице Стојановић, Хаџи Олге Пешић и Хаџи Симке Голубовић које су ходочастиле 2005. године.